# Holly Lam-Moores
Holly Elisabeth Lam-Moores (* 12. September 1990 in Burnley, Vereinigtes Königreich) ist eine ehemalige britische Handballspielerin und Handballtrainerin.

## Karriere
Lam-Moores begann im Jahr 2004 das Handballspielen. Später zog es die Tochter einer Chinesin nach Dänemark, wo sie sich gemeinsam mit den Spielerinnen der britischen Handballnationalmannschaft an einer Akademie in Aarhus auf die Olympischen Sommerspiele 2012 vorbereitete. Im Jahr 2009 schloss sie sich dem norwegischen Verein Asker SK an. Nachdem Lam-Moores ab dem Saisonbeginn 2010/11 beim dänischen Zweitligisten AGF unter Vertrag stand, wechselte die Außenspielerin im Oktober 2010 zum Erstligisten SønderjyskE. Nachdem SønderjyskE am Saisonende 2010/11 abgestiegen war, kehrte sie nach England zurück, um sich dort mit der britischen Nationalmannschaft auf die Olympischen Spiele vorzubereiten. Im Sommer 2012 unterschrieb sie einen Vertrag beim dänischen Erstligisten Viborg HK. Am 4. April 2013 verließ sie vorzeitig Viborg. Später schloss sie sich dem englischen Verein NEM Hawks an.
Lam-Moores gehört dem Kader der britischen Nationalmannschaft an. Sie gehörte zum britischen Aufgebot, mit dem sie an den Olympischen Sommerspielen 2012 in London teilnahm.
Lam-Moores trainierte von 2016 bis Juli 2017 die britische U17-Nationalmannschaft.

## Privates
Holly Lam-Moores ist mit der englischen Fußballspielerin Abbie McManus liiert.